# Lionville-Marchwood
Lionville-Marchwood – miejscowość (census-designated place) w Pensylwanii, ok. 6000 mieszkańców.